# Psammoecus triguttatus
Psammoecus triguttatus là một loài bọ cánh cứng trong họ Silvanidae. Loài này được Reitter miêu tả khoa học năm 1874.